# Маргьорит Юрсенар
Маргьорит дьо Крайенкур (на френски: Marguerite Cleenewerck de Crayencour) с литературен псевдоним Маргьорит Юрсенар (на френски: Marguerite Yourcenar) (7 юни 1903 г. – 17 декември 1987 г.) е френска писателка. Тя е първата жена член на Френската академия, където е приета през 1980 г.

## Биография
Маргьорит дьо Крайенкур е родена на 8 юни 1903 г. в Брюксел, Белгия, в семейството на французин и белгийка. Майка ѝ умира в резултат на усложнения при раждането. Баща ѝ се премества с дъщеря си в Северна Франция, където сам се заема с обучението ѝ, включващо класическа литература, старогръцки и латински език. По-късно тя взема първата част на зрелостния си изпит без формално да е посещавала училище.
В годините преди Втората световна война Юрсенар пътува почти непрестанно – обикаля Европа, Азия и Африка, трупайки опит и впечатления, които по-късно ще намерят отражение в творчеството ѝ. В навечерието на войната (1939) Юрсенар заминава за САЩ при приятелката си Грейс Фрик – преводач на произведенията на Юрсенар на английски. Двете се запознават през 1937 и живеят заедно до смъртта на Фрик през 1979 г.  Архив на оригинала от 2006-06-19 в Wayback Machine.. До края на живота си Юрсенар ще живее в САЩ, а през 1947 година придобива американско гражданство.
Умира на 17 декември 1987 г. в Бар Харбър, Мейн, на 84-годишна възраст.

## Творчество
Дьо Крайенур публикува първата си диалогична поема „Le Jardin des chimères“ („Градината на химерите“) през 1921 г. под псевдонима Юрсенар – анаграма на фамилното ѝ име.
През 1951 публикува на френски език своя magnum opus „Мемоарите на Адриан“. Романът пожънва както комерсиален, така и критически успех до такава степен, че днес се счита за съвременна класика. Сюжетът му пресъздава живота и смъртта на един от „петимата добри“ римски императори, Адриан. В дълго писмо, което императорът пише до своя наследник и осиновен син Марк Аврелий, Адриан разказва своето минало – описвайки своите успехи, любовта си към Антиной и философията си.
През 1968 публикува „Творение в черно“, роман, чието действие вече е пренесено в края на Средновековието и още смътното зараждане на Ренесанса. Негов герой е ученият, лекар и алхимик Зенон, въплътил в сложния си образ много от будните свободни духове на тази епоха – Леонардо, Джордано Бруно, Томазо Кампанела, Парацелз. Романът проследява неспирното търсене на принципите на естеството, които исторически ще доведат до зараждането на съвременната наука; вечната борба с предразсъдъците, които в онази епоха често са на живот и смърт. Скитанията на героя от един в друг град или държава онагледяват този път, като често в тях се вплитат реални исторически факти и се обрисува трескавото състояние на духа на цяла цивилизована Европа по това време.
Маргьорит Юрсенар пише множество новели, есета, като навсякъде успява да използва в максимална степен задълбоченото си познаване на историята, литературата, и почти научното си внимание към най-малките детайли на човешкото битие, като същевременно в най-голяма степен успява да им придаде художественост, емоция и разбиране. Това може да се каже дори за мемоарите ѝ, преизпълнени с факти, където всеки разказ е придружен с вживяване или повторното си изживяване, заедно с цялата емоционалност, минало и предстоящо в този момент.